# Левір Кульпі
Левір Кульпі (порт. Levir Culpi, нар. 28 лютого 1953, Куритиба) — бразильський футболіст, що грав на позиції захисника. По завершенні ігрової кар'єри — тренер.

## Ігрова кар'єра
Народився 28 лютого 1953 року в місті Куритиба. Вихованець футбольної школи клубу «Корітіба». Дорослу футбольну кар'єру розпочав 1971 року в основній команді того ж клубу, згодом здавався в оренду в «Ботафогу».
1974 року уклав контракт з клубом «Санта-Круж», у складі якого провів наступні два роки своєї кар'єри гравця. Більшість часу, проведеного у складі «Санта-Кружа», був основним гравцем захисту команди.
З 1977 року захищав кольори клубу «Колорадо», після чого виступав за «Фігейренсе». Завершив професійну ігрову кар'єру у клубі «Жувентуде».

## Кар'єра тренера
Відразу після виходу на пенсію Кульпі зайнявся тренуванням, починаючи з свого останнього клубу «Фігейренсе». А потім після нетривалої роботи з «Кашіасом» він став головним тренером «Атлетіку Паранаенсе» у 1986 році, але залишив клуб з Куритиби у наступному році.
В подальшому очолював велику кількість місцевих клубів, а також саудівський «Аль-Іттіфак» та японські «Сересо Осака» та «Гамба Осака». На батьківщині найкращі результати здобув з клубами «Атлетіко Мінейру» та «Крузейру», вигравши з кожним з них по два рази Лігу Мінейро, а також по разу Кубок Бразилії та Рекопу Південної Америки.

## Титули і досягнення

### Як гравця
- Переможець Ліги Паранаенсе (1):

«Корітіба»: 1973
- Переможець Ліги Пернамбукано (1):

«Санта-Круж»: 1976

### Як тренера
- Переможець Ліги Мінейро (4):

«Атлетіко Мінейру»: 1995, 2007
«Крузейру»: 1996, 1998
- Переможець Ліги Пауліста (1):

«Сан-Паулу»: 2000
- Володар Кубка Бразилії (2):

«Крузейру»: 1996
«Атлетіко Мінейру»: 2014
- Переможець Рекопи Південної Америки (2):

«Крузейру»: 1998
«Атлетіко Мінейру»: 2014